# Rodney Williams (político)
Rodney Errey Lawrence Williams (Swetes, 2 de noviembre de 1947) es un político antiguano. Es el actual y cuarto gobernador general de Antigua y Barbuda.

## Biografía
Es médico de profesión. Ingresó a la política en 1984 como miembro del parlamento de la circunscripción de San Pablo, que había sido representado anteriormente por su padre. Entre 1992 y 2004, se desempeñó en el gabinete como ministro, ocupando varias o conjuntamente las carteras de educación, cultura, tecnología, desarrollo económico, turismo y ambiente. Representó a San Pablo hasta 2004 cuando perdió su banca en las elecciones generales de 2004, cuando su partido, el Partido Laborista de Antigua perdió las elecciones generales ante el Partido Progresista Unido.
Desde el 14 de agosto de 2014 es el cuarto gobernador general de Antigua y Barbuda.
En octubre de 2014 fue nombrado caballero gran cruz de la Orden de San Miguel y San Jorge.